# Belmont-Bretenoux
Belmont-Bretenoux – miejscowość i gmina we Francji, w regionie Oksytania, w departamencie Lot.
Według danych na rok 1990 gminę zamieszkiwało 311 osób, a gęstość zaludnienia wynosiła 47 osób/km² (wśród 3020 gmin regionu Midi-Pireneje Belmont-Bretenoux plasuje się na 756. miejscu pod względem liczby ludności, natomiast pod względem powierzchni na miejscu 1356.).